# Джезіре
36°28′00″ пн. ш. 42°06′00″ сх. д. / 36.466666666667° пн. ш. 42.1° сх. д.
Джезі́ре, (Ель-Джазіре, Верхня Месопотамія) — плато в Іраку, Сирії і Туреччині, північна частина Месопотамії. На заході і сході обмежено відрогами хребтів Тавр і Загрос, на заході і південному заході плавно переходить в плато Сирійської пустелі і Аравійського півострова, на південному сході відокремлено від низовинної південної частини Месопотамії уступом.
Рівнина, що підвищується з 200 м до 450 м (з південного сходу на північний захід). Окремі пасма гір сягають висоти 1 463 м (гора Шельміра в масиві Синджар). Рівнина перетнута долинами рр, що терасують. Тигр і Євфрат, їх приток, а також сухими річищами — ваді.
Джезіре складено пісковиками і вапняками крейди і міоцену, алювієм і базальтовими полями. На півночі (у Іраку) великі родовища нафти (Кіркук тощо).
Клімат субтропічний, середземноморський із спекою, дуже сухим літом і теплою вологою зимою.